# Tom Diakité
Tom Diakité (Filadougou Barkaya) is een Malinees multi-instrumentalist. Zijn hoofdinstrument is de donso ngoni.
Diakité is afkomstig uit de regio Wassoulou en is bekend geworden door twee albums met zijn groep Tama op het Real World-label van Peter Gabriel. Hij heeft opgetreden met onder anderen Cheick Tidiane Seck, Johnny Halliday, Salif Keïta, Mory Kanté, en Susheela Raman.
Hij is ook actief als componist van filmmuziek.

## Discografie

### Solo
- Prévention Sida (1994)
- Fala (2008)

### Tama
- Nostalgie (1999)
- Espace (2002)